# Перовская волость (Ростовский уезд)
Перовская волость — административно-территориальная единица в составе Ростовского уезда Ярославской губернии Российской империи. Административный центр — деревня Перово.

## География
Перовская волость (по данным 1885 г.) имела площадь 14226 дес. Из них надельных крестьянских земель было 8699 дес, отдельный душевой надел был равен 3,37 дес., в том числе 1,5 дес. пашни. Грунт волости частью песчаный, частью глинистый. Под лесом надельным 242 дес., под собственным крестьянским — 427 дес., принадлежащий различным владельцам — 1763 дес.
Волость была внутренней и окружена другими волостями Ростовского уезда: с севера — Воржской и Зверинцевской, с юга — Щениковской и Карашской, с запада — Дубровской. По ее западной границе проходило московское шоссе и частично юрьевская большая дорога, поэтому по левую сторону этих дорог были расположены почти все селения волости.

## История
Волость была образована в составе Ростовского уезда после 1861 г.
На 1885 г. в волость входило 12 сельских обществ, включающих в себя 36 селений (5 сел, 31 деревня) и одного погоста : Булатовское, Башкинское, Воробьевское, Годеновское, Демьянское, Инерское, Любилковское, Лихининское, Михайловское, Олешинское, Перовское, Смыковское (Смысловское). В селениях проживало 2582 ревизских души, по семейным спискам 2468 душ мужского пола и 2805 — женского, а всего 5273 человек в 828 дворах.
| №  | название                  | тип населенного пункта | приход церкви какого села               | современное расположение                                        |
| -- | ------------------------- | ---------------------- | --------------------------------------- | --------------------------------------------------------------- |
| 1  | Булатово                  | деревня                | с. Воскресенское (что в Караше)         | Ростовский район, Ярославская область                           |
| 2  | Воиновы Горки             | деревня                | с. Воскресенское (что в Караше)         | Ростовский район, Ярославская область                           |
| 3  | Башкино                   | деревня                | с. Воскресенское (что в Караше)         | Ростовский район, Ярославская область                           |
| 4  | Бурчаково                 | деревня                | с. Осоево                               | не существует территория Ростовского района Ярославской области |
| 5  | Воробьево                 | деревня                | с. Осоево                               | не существует территория Ростовского района Ярославской области |
| 6  | Кошкино                   | деревня                | с. Осоево                               | не существует территория Ростовского района Ярославской области |
| 7  | Годеново                  | село                   | в селе церковь 1794 г. постройки        | Ростовский район, Ярославская область                           |
| 8  | Захарово                  | деревня                | с. Годеново                             | Ростовский район, Ярославская область                           |
| 9  | Ильинка                   | деревня                | с. Годеново                             | не существует территория Ростовского района Ярославской области |
| 10 | Новоселка                 | деревня                | с. Годеново                             | Ростовский район, Ярославская область                           |
| 11 | Гусарниково               | деревня                | погост Никольский (что на Печегде)      | Ростовский район, Ярославская область                           |
| 12 | Демьянское                | деревня                | с. Воскресенское (что в Караше)         | Ростовский район, Ярославская область                           |
| 13 | Солот                     | деревня                | погост Никольский (что на Печегде)      | Ростовский район, Ярославская область                           |
| 14 | Щипачево                  | деревня                | погост Никольский                       | Ростовский район, Ярославская область                           |
| 15 | Инеры                     | деревня                | с. Филимоново (Воржская волость)        | не существует территория Ростовского района Ярославской области |
| 16 | Коленово                  | деревня                | с. Любилки                              | Ростовский район, Ярославская область                           |
| 17 | Любилки                   | село                   | в селе церковь 1800 н. постройки        | Ростовский район, Ярославская область                           |
| 18 | Будилово                  | деревня                | с. Осоево                               | Ростовский район, Ярославская область                           |
| 19 | Лихинино                  | деревня                | с. Годеново                             | не существует территория Ростовского района Ярославской области |
| 20 | Осоево                    | село                   | в селе церковь 1802 г. постройки        | Ростовский район, Ярославская область                           |
| 21 | Осиновка                  | деревня                | с. Воскресеноское (что в Караше)        | не существует территория Ростовского района Ярославской области |
| 22 | Рюмниково                 | деревня                | с. Осоево                               | Ростовский район, Ярославская область                           |
| 23 | Рыково                    | сельцо                 | с. Воскресенское (что в Караше)         | не существует территория Ростовского района Ярославской области |
| 24 | Семенково                 | деревня                | с. Воскресенское (что в Караше)         | Ростовский район, Ярославская область                           |
| 25 | Юрьевское                 | деревня                | с. Воскресенское (что в Караше)         | Ростовский район, Ярославская область                           |
| 26 | Михайловское              | деревня                | с. Скнятиново (Воржская волость)        | Ростовский район, Ярославская область                           |
| 27 | Подлесново                | село                   | в селе храм 1795 г. постройки           | Ростовский район, Ярославская область                           |
| 28 | Шишкино                   | деревня                | с. Подлесново                           | Ростовский район, Ярославская область, д. Шишково               |
| 29 | Маурино                   | деревня                | погост Никольский (на Печегде)          | Ростовский район, Ярославская область                           |
| 30 | Носково                   | деревня                | погост Никольский (на Печегде)          | не существует территория Ростовского района Ярославской области |
| 31 | Алешино (Олешино)         | деревня                | с. Любилки                              | Ростовский район, Ярославская область                           |
| 32 | Перово                    | деревня                | с. Осоево и с. Воскресенское (в Караше) | Ростовский район, Ярославская область                           |
| 33 | Смыково (Смыслово)        | деревня                | с. Чашницы (Карашская волость)          |                                                                 |
| 34 | Ново                      | деревня                | с. Деболовское                          |                                                                 |
| 35 | Огарево                   | деревня                | с. Поречье (Поречская волость)          | Ростовский район, Ярославская область                           |
| 36 | Скнятиново-Языковых       | село                   | в селе церковь 1693 г. постройки        | Ростовский район, Ярославская область, с. Скнятиново            |
| 37 | Никольский что на Печегде | погост                 | при погосте церковь 1805 г. постройки   | не существует территория Ростовского района Ярославской области |

На 1921 год Перовская волость состояла из следующих селений: Алешино, Бурчаково, Башкино, Будилово, Булатово, Войновы горки, Воробьево, Годеново, Гусарниково, Демьянское, Захарово, Ильинка, Коленово, Кошкино, Лихинино, Любилки, Маурино, Носково, Новоселка, Осиповка, Осоево, Перово, Рыково, Рюмниково, Семенково, Смыково, Солоть, Щипачево, Юрьевское, погост Воскресенский монастырь, погост Никольский на Печегде.
С ноября 1921 года в нее вошли селениях Михайловское, Ново, Огарево, Подлесново, Скнятиново, Шишково из Скнятиновской волости;
В соответствии с постановлением Президиума ВЦИК от 14 ноября 1923 года Перовская волость была ликвидирована вошла в состав Петровской волости. Часть селений из Перовской волости вошли в состав Карашской волости Ростовского уезда:
- в Захаровский сельсовет — Годеново, Захарово, Ильинка, Лихинино, Новоселка;
- в Осницкий сельсовет — Семенково и Юрьевское;
- в Горецкий сельсовет — Щипачево.